# Deutsche Rodelmeisterschaften 1941
Die Deutschen Rodelmeisterschaften 1941, offiziell die 2. Deutschen Kriegs-Rodelmeisterschaften, waren die 23. (beziehungsweise 28.) Meisterschaften im Rennrodeln und die letzten deutschen Rodelmeisterschaften, bis sie nach dem Zweiten Weltkrieg und dessen Nachwirkungen 1948 nach sieben Jahren Pause wieder fortgesetzt wurden.
Die Meisterschaft fand am 9. Februar auf der Kunstbahn (Blockeisbau in den Kurven) von Innsbruck-Igls statt. Der Kurs war vergleichsweise schwer und schnell, so dass es zu einigen Stürzen selbst von Favoriten kam. Da viele Teile der Strecke im Schatten lagen, konnte die Strecke den ganzen Tag über halten. Die beiden Einzelwettbewerbe wurden in jeweils zwei Läufen ausgetragen, wobei in den zweiten Läufen keine neuen Bestzeiten mehr erzielt wurden. Das Doppelsitzerrennen wurde nur in einem Lauf bestritten. Bei den Männern und den Doppelsitzern dominierten Rodler aus dem Sudetenland, während das Rennen der Frauen von einheimischen Österreicherinnen beherrscht wurde.

## Einsitzer Frauen
| Platz | Rodler           | Ort/Verein        | 1. Lauf     | 2. Lauf     | Gesamtzeit  |
| ----- | ---------------- | ----------------- | ----------- | ----------- | ----------- |
| 1     | Grete Haid       | Semmering         | 1:28,50 min | 1:28,90 min | 2:57,40 min |
| 2     | Erika Schiller   |                   | 1:32,10 min | 1:27,90 min | 3:00,00 min |
| 3     | Hanni Fink       | NSRL Morchenstern | 1:32,70 min | 1:32,20 min | 3:04,90 min |
| 4     | Hilde Lache      | Semmering         | 1:29,10 min | 1:42,00 min | 3:11,10 min |
| 5     | Waltraud Graßl   | Leitmeritz        | 1:34,10 min | 1:38,70 min | 3:12,80 min |
| 6     | Ilse Lantschner  | Innsbruck-Igls    | 1:41,30 min | 1:37,80 min | 3:19,10 min |
| 7     | Antonia Kelderer | Sterzing          | 1:48,90 min | 1:41,70 min | 3:30,60 min |
| 8     | Berta Bednar     | Semmering         | 1:49,10 min | 1:42,00 min | 3:31,10 min |
| 9     | Franziska Aste   | Matrei            | 1:42,80 min | 1:48,40 min | 3:31,20 min |

Am Start waren 20 Frauen. Nicht unter ihnen war die Meisterin der letzten drei Austragungen, Friedel Tietze. Grete Haid gewann ihren ersten und einzigen Titel bei einer deutschen wie Meisterschaft, auch bei österreichischen Meisterschaften konnte sie den Titel weder zuvor noch danach erringen. Mit Erika Schiller fuhr eine Nachwuchssportlerin auf den zweiten Platz, die vom vielfachen Meister Martin Tietze trainiert wurde. Im zweiten Lauf konnte sie sogar die Bestzeit fahren. Die am Ende Viertplatzierte Hilde Lache fiel nach einem schwachen zweiten Lauf von einem aussichtsreichen zweiten Platz zurück.

## Einsitzer Männer
| Platz | Rodler           | Ort/Verein                        | 1. Lauf     | 2. Lauf     | Gesamtzeit  |
| ----- | ---------------- | --------------------------------- | ----------- | ----------- | ----------- |
| 1     | Albert Kraus     | Rodelgilde „Jeschken“ Reichenberg | 1:20,52 min | 1:20,60 min | 2:41,52 min |
| 2     | Walter Feist     | Bad Flinsberg                     | 1:22,48 min | 1:21,00 min | 2:43,48 min |
| 3     | Martin Tietze    | Brückenberg                       | 1:21,66 min | 1:22,70 min | 2:44,36 min |
| 4     | Fritz Preissler  | SA Reichenberg                    | 1:22,51 min | 1:23,40 min | 2:45,91 min |
| 5     | Karl Stumpfe     | SS Reichenberg                    | 1:23,81 min | 1:23,80 min | 2:47,61 min |
| 6     | Josef Fuchs      | SS Danzig                         | 1:23,65 min | 1:25,70 min | 2:49,35 min |
| 7     | Erhard Grundmann | HJ Reichenberg                    | 1:24,99 min | 1:25,50 min | 2:50,49 min |
| 8     | Ernst Lindner    | HJ Reichenberg                    | 1:25,76 min | 1:25,20 min | 2:50,76 min |
| 9     | Gustav Jeschek   | Luftwaffensport Reichenberg       | 1:25,49 min | 1:26,50 min | 2:52,39 min |
| 10    | Ernst Maschke    | Immelmann Breslau                 | 1:29,71 min | 1:31,01 min | 3:00,72 min |

Am Start waren etwa 80 Rodler. Albert Kraus hatte bis zu dieser Meisterschaft schon in vielen hochklassigen Rennen vordere Platzierungen belegen können, es war jedoch sein erster Sieg bei einer deutschen und zugleich der letzte Sieg bei einer Reichsmeisterschaft. Er sollte 1950 und 1952 noch zweimal bundesdeutscher Meister werden. Mit Walter Feist, Martin Tietze, Kurt Weidner und Fritz Preissler konnte er alle dominierenden deutschen Rodler der letzten 12 Jahre in einem harten und engen Wettbewerb hinter sich lassen.

## Doppelsitzer
| Platz | Rodler                          | Ort/Verein                        | Gesamtzeit  |
| ----- | ------------------------------- | --------------------------------- | ----------- |
| 1     | Rudolf Maschke Erhard Grundmann | Rodelgilde „Jeschken“ Reichenberg | 1:21,40 min |
| 2     | Hans Bergmann Fritz Erner       | Schlesien Krummhübel              | 1:22,60 min |
| 3     | Martin Tietze Kurt Weidner      | Brückenberg                       | 1:23,50 min |
| 4     | Erwin Prokoph Karl Stumpfe      | Reichenberg SS Reichenberg        | 1:23,60 min |
| 5     | Josef Fuchs Willy Lache         | SS Danzig Semmering               | 1:25,40 min |
| 6     | Rudolf Guggenig Max Bacher      | Bad Gastein                       | 1:29,50 min |

Am Start waren 34 Doppelsitzer. Rudolf Maschke und Erhard Grundmann konnten ihren zweiten Titel in Folge und damit beide deutsche „Kriegsmeisterschaften“ für sich entscheiden. Beide belegten zudem Top-Ten-Platzierungen im Einzelrennen. Maschke sollte bei den ersten westdeutschen Nachkriegsmeisterschaften 1949 mit Albert Krauß noch einen dritten Meistertitel erringen. Mit dem Duo Hans Bergmann/Fritz Erner konnte sich ein eher überraschend starkes Team auf Rang zwei platzieren und die Meister von 1930, 1933 und 1938, Martin Tietze und Kurt Weidner hinter sich lassen. Mit Walter Feist und Richard Feist stürzten in der vorletzten Kurve des schweren Kurses zwei der Mitfavoriten, die das Rennen danach aufgaben. Zum Zeitpunkt ihres Sturzes waren sie sehr schnell unterwegs und hätten wahrscheinlich den Sieg errungen.